# Conipoda pallida
Conipoda pallida är en insektsart som först beskrevs av Walker, F. 1870.  Conipoda pallida ingår i släktet Conipoda och familjen gräshoppor. Inga underarter finns listade i Catalogue of Life.